# Schienenverkehr in Australien
Die Eisenbahn spielt im Verkehrssystem Australiens insgesamt nur eine untergeordnete Rolle. Ausnahmen hiervon sind im Personenverkehr die Pendler-Netze in den Ballungszentren und im Güterverkehr die Montanbahnen.

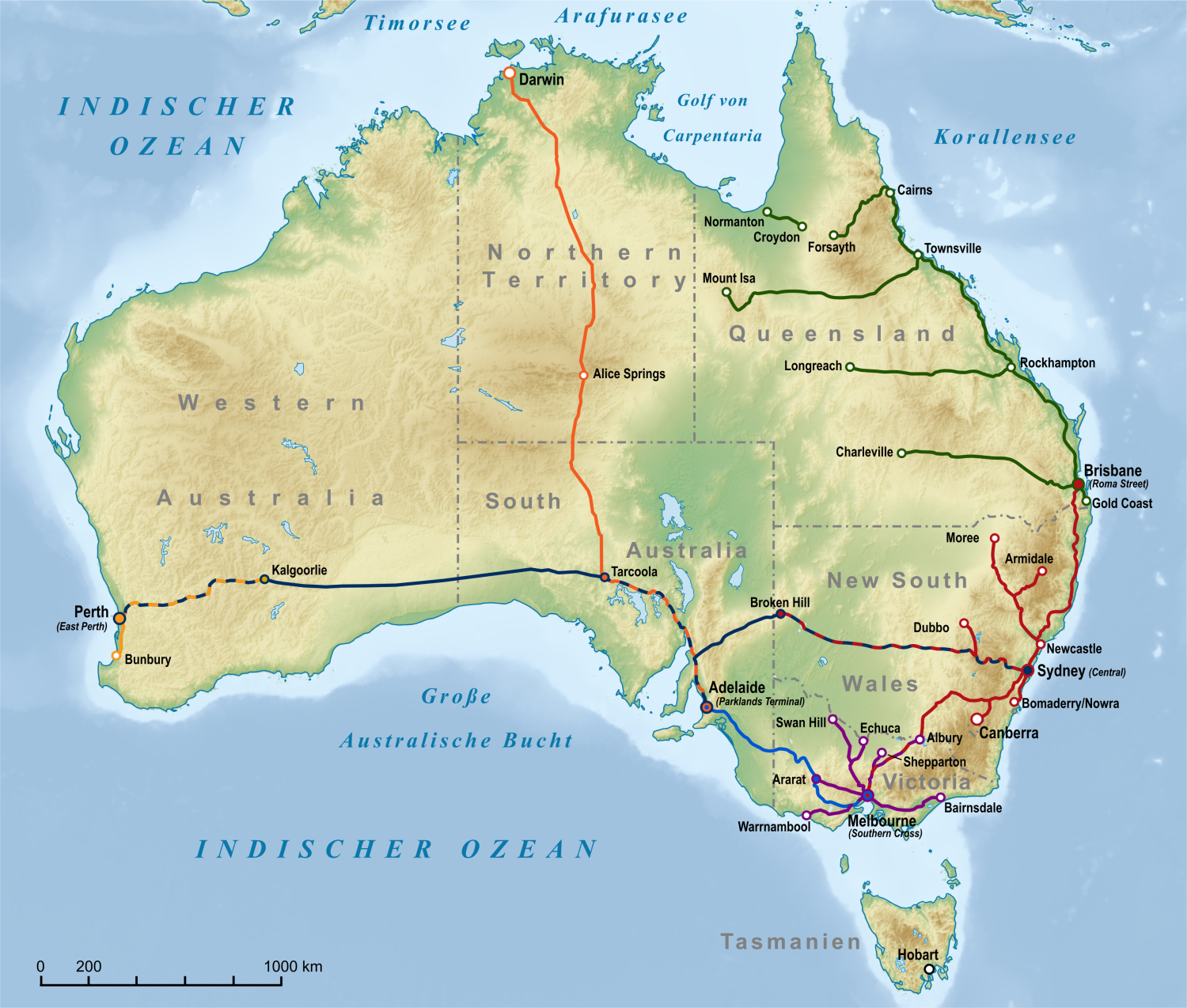
Reisezuglinien in Australien
Staatliche Verbindungen
Traveltrain- und Citytrain-Verbindungen
CountryLink- und CityRail-Verbindungen
V/Line-Verbindungen
Transwa-Verbindungen
Linien der Great Southern Railway
Indian Pacific
The Overland
The Ghan

- Traveltrain- und Citytrain-Verbindungen
- CountryLink- und CityRail-Verbindungen
- V/Line-Verbindungen
- Transwa-Verbindungen

- Indian Pacific
- The Overland
- The Ghan

## Geschichte

### Historische Übersicht

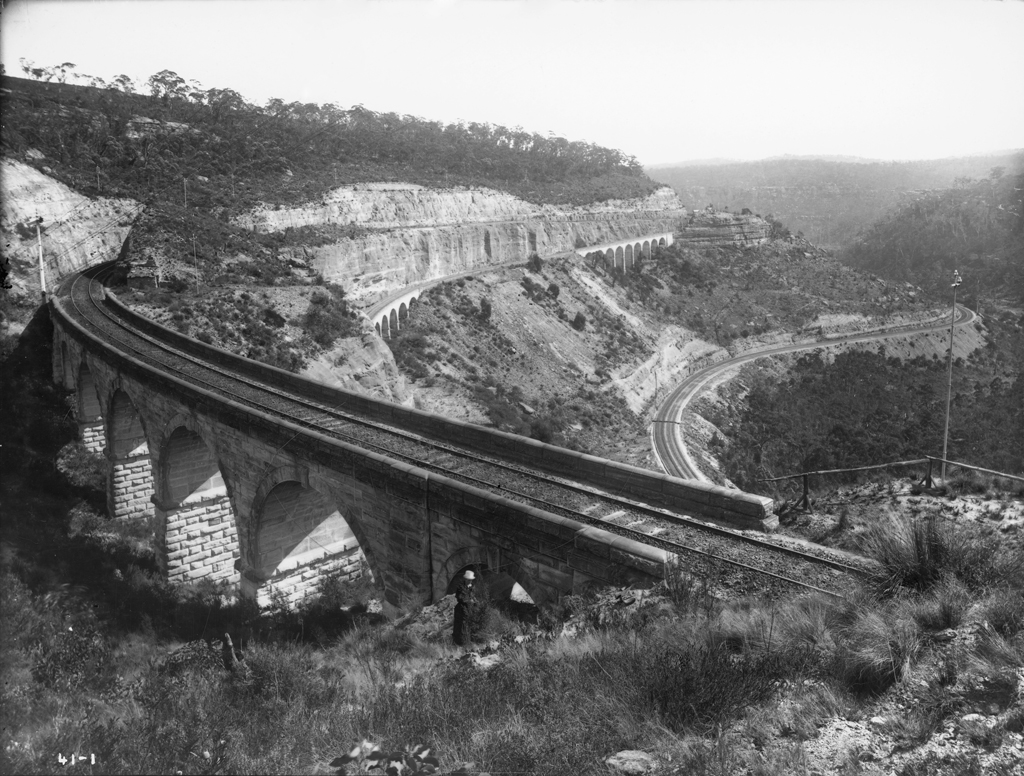
Doppelspitzkehre in den Blue Mountains bei Lithgow um 1900; heute: Zig Zag Railway. Es wurde erwogen, dieses Kulturdenkmal in die Liste des Welterbes der UNESCO einzutragen.

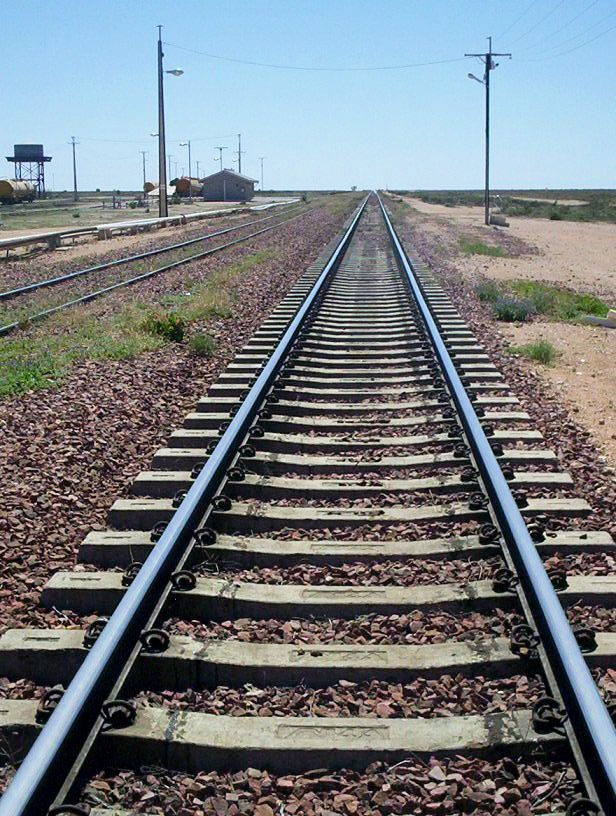
Blick entlang der Transaustralischen Eisenbahn

1854 eröffnete die 3,6 Kilometer lange Melbourne–Sandridge-Linie, Australiens erste Dampfeisenbahn. Sie verkehrte zwischen der Innenstadt und dem Hafen von Melbourne. Ein Jahr später wurde die 22 Kilometer lange Normalspur-Strecke von Sydney nach Parramatta eröffnet. 1856 wurde die 12 Kilometer lange Bahnstrecke zwischen North Terrace und Port Adelaide eröffnet. Zahlreiche private Gesellschaften und auch die entstehenden Staatsbahnen bauten in der Folgezeit Bahnstrecken.
Schon in den 1890ern hatte jede australische Kolonie mindestens eine Bahnstrecke und in den bevölkerungsreichen Kolonien an der Ostküste unterstützten Strecken vom Hinterland zu den Seehäfen den Export von Rohstoffen und landwirtschaftlichen Erzeugnissen. Zu seiner Glanzzeit in den 1920ern und 1930er Jahren war das australische Schienennetz circa 45.000 Kilometer lang – mit dem Aufstieg von Luft- und Straßenverkehr in Australien schrumpfte es. Anfang der 1990er Jahre hatte es noch 36.000 Kilometer. Heute hat es eine Länge von 38.445 Kilometern.

### Auswahl wichtiger Ereignisse
Dieser Abschnitt zeigt anhand einer Auswahl wichtiger Ereignisse die Geschichte des australischen Schienenverkehrs auf:
- 1854 – Victoria: Melbourne–Port Melbourne (1600 mm)
- 1855 – New South Wales: Sydney–Granville/Parramatta (1435 mm)
- 1856 – South Australia: Adelaide–Port Adelaide (1600 mm)
- 1865 – Queensland: Ipswich–Toowoomba (1067 mm)
- 1871 – Tasmanien: Deloraine–Launceston (1600 mm), umgespurt auf 1067 mm im Jahr 1888
- 1879 – Western Australia: Geraldton–Northampton (1067 mm)
- 1883 – in Albury (New South Wales) treffen die Strecken aus Victoria und New South Wales aufeinander. Wegen der unterschiedlichen Spurweiten müssen Güter umgeladen werden und Fahrgäste umsteigen.
- 1887 – in Serviceton (Victoria) treffen die Strecken aus Victoria und South Australia aufeinander.
- 1888 – in Wallangara (Queensland) treffen die Netze von New South Wales und Queensland aufeinander. Wegen der unterschiedlichen Spurweiten müssen Güter umgeladen werden und Fahrgäste umsteigen.
- 1889 – Northern Territory: Darwin–Pine Creek (Nordaustralische Eisenbahn, 1067 mm)
- 1915 – Australian Capital Territory/New South Wales: Canberra–Queanbeyan (–Sydney) (1435 mm)
- 1917 – Western Australia/South Australia: Kalgoorlie–Port Augusta (Transaustralische Eisenbahn, 1435 mm)
- 1923: Am 15. April wird im S-Bahn-Netz der Metropolregion Melbourne eine erste Linie auf elektrischen Betrieb umgestellt. Dies ist die erste elektrifizierte Strecke Australiens. Versuchsfahrten hatten seit 1919 stattgefunden.
- 1926 – Die Great Northern Railway erreicht Alice Springs.
- 1927 – In Broken Hill treffen die Systeme von New South Wales (1435 mm) und South Australia mit unterschiedlicher Spurweite aufeinander.
- 1932 – Normalspur Brisbane–Sydney mit Eröffnung der Brücke von Grafton fertiggestellt (1435 mm)
- 1937 – Transaustralische Eisenbahn (1435 mm) und die Strecke Adelaide–Redhill (1600 mm) nach Port Pirie verlängert.
- 1954: Im Juli nahm mit der Strecke Melbourne–Warragul (Victoria) die erste Fernstrecke in Australien den elektrischen Betrieb auf.
- 1962 – Albury (Sydney)–Melbourne: Dreischienengleis (1600/1435 mm) eröffnet
- 1968 – Kalgoorlie–Perth: Dreischienengleis (1067/1435 mm) eröffnet
- 1969 – Die Strecke Broken Hill–Port Pirie erhält ein 1435-mm-Gleis, damit ist die Strecke Perth–Sydney erstmals durchgehend befahrbar.
- 1976 – Die Nordaustralische Eisenbahn (Darwin–Birdum) stellt ihren Betrieb ein.
- 1980 – Tarcoola–Alice Springs (1435 mm) eröffnet; die Great Northern Railway wird im Abschnitt Marree–Alice Springs dafür stillgelegt.
- 1995 – Adelaide–Melbourne (1435 mm) – Gleis eröffnet.
- 2004 – Mit der Eröffnung des Teilstücks Alice Springs–Darwin wird die Central Australian Railway vollendet (1435 mm)
- 2009 – Breitspurgleis Albury–Seymour aufgegeben

### Das Spurweiten-Problem

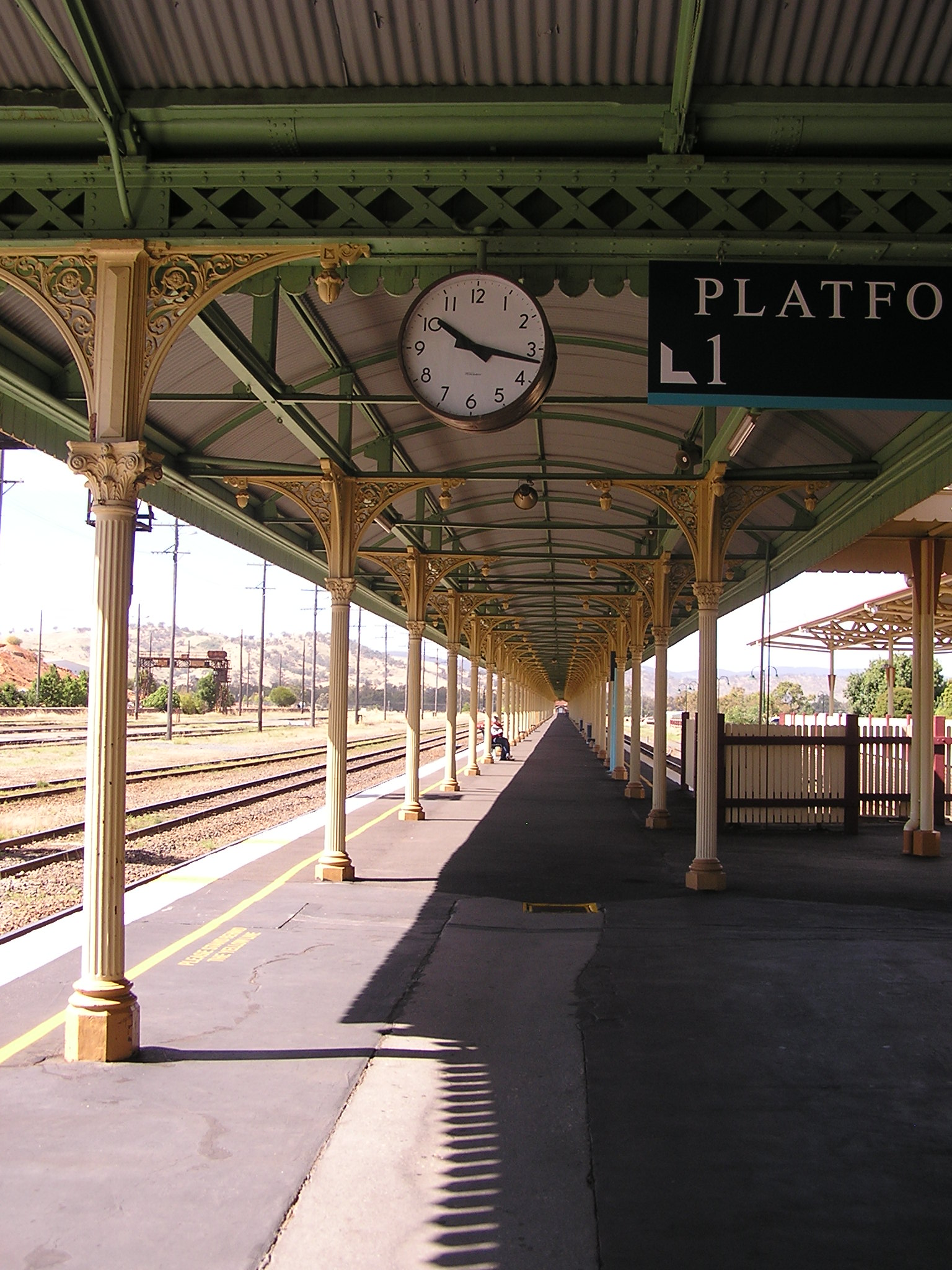
Albury, Bahnsteig des ehemaligen Spurwechselbahnhofes. Es war der längste Bahnsteig der südlichen Hemisphäre zum Umsteigen zwischen unterschiedlichen Spurweiten

Vor dem Zusammenschluss der australischen Kolonien zum Australischen Bundesstaat im Jahr 1901 waren diese rechtlich voneinander unabhängig und konnten unabhängig voneinander über die Spurweite, in der die jeweilige Eisenbahn errichtet werden sollte, entscheiden. Am 19. Februar 1850 wurde in Victoria ein Gesetz erlassen, das den Bau einer Bahn von Melbourne nach Port Adelaide, dem Hafen von Melbourne, in Normalspur genehmigte. Am 27. Juli 1852 erließ New South Wales ein Gesetz mit dem Ziel, sein Eisenbahnnetz in einer Breitspur von 1600 mm (5 Fuß 3 Zoll) zu errichten. Die ursprüngliche Planung für eine normalspurige Bahnstrecke zwischen der Innenstadt und dem Hafen von Melbourne wurde – obwohl Victoria bereits 1851 als Kolonie von New South Wales abgetrennt worden war – deshalb zugunsten dieser Entscheidung aufgegeben. Als New South Wales kurz darauf seine Entscheidung erneut revidierte und zur Normalspur zurückkehrte, konnte Victoria diese Entscheidung nicht mehr mittragen, da Bahnanlagen bereits in Breitspur erstellt und auch entsprechende Fahrzeuge geordert waren. South Australia entschied sich ebenfalls für Breitspur, da es an Victoria grenzt. Dieses legislative Chaos wirkt sich heute noch vor allem in Victoria aus, wo beide Spurweiten nebeneinander existieren.
Die dünner besiedelten und wirtschaftlich schwächeren Kolonien Western Australia und Queensland entschieden sich für die preiswerter zu errichtende Kapspur (Schmalspur), ebenso Tasmanien. Auch die Nord-Süd-Verbindung durch den Kontinent (die nur teilweise fertig gestellt wurde) sowie die Verbindung von Südaustralien nach Broken Hill an der Grenze zu New South Wales wurden in Schmalspur ausgeführt. Die 1912 gegründeten Bundeseisenbahnen, die unter anderem Westaustralien an den Osten anbanden, entschieden sich wiederum für Normalspur.
Als die Netze zusammenwuchsen, führte dies zu erheblichen betrieblichen Problemen. Es gab in Australien bis zu 36 Spurwechselbahnhöfe, in denen Reisende umsteigen, Güter umgeladen oder Fahrzeuge umgespurt werden mussten. Beispielsweise wurde für die Strecke Sydney – Brisbane genau auf der Staatsgrenze, in sehr dünn besiedeltem Gebiet, der große Bahnhof Wallangarra gebaut mit Bahnsteig für Normalspur auf der einen Seite und Schmalspur auf der anderen.
Eine zur Beurteilung der Situation durch den Generalgouverneur von Australien einberufene „Royal Commission“ kam 1921 zu dem Schluss, „dass die Spurweite von 4 Fuß 8½ Zoll als Standard für Australien festgelegt werden soll, dass keine mechanische Einrichtung, keine dritte Schiene oder andere Vorrichtung den Problemen abhelfen kann und dass Einheitlichkeit nur durch ein Mittel erreichbar ist, nämlich die Umspurung aller Gleise, die eine andere Spurweite als 4 Fuß 8½ Zoll haben.“
Dem wurde – aus Kostengründen – nur teilweise durch Dreischienengleise oder Umspurung gefolgt. Die Bundeseisenbahn baute letztendlich alle ihre Neubaustrecken in Normalspur. Der erste Schritt der Empfehlung der Royal Commission, alle Hauptstädte der Bundesstaaten auf dem Festland an die Normalspur anzuschließen, wurde mit dem Neubau der Zentralaustralischen Eisenbahn und deren Verlängerung von Alice Springs nach Darwin 2004 verwirklicht.
Auch in Victoria etablierte sich die Normalspur neben der Breitspur: Der in Victoria gelegene Teil der Streckenverbindung Melbourne – Sydney wurde durch einen Neubau in Normalspur ersetzt; damit wurde 2010 Australiens größter Spurwechselbahnhof in Albury entbehrlich. Ab 2017 wurden Teile des fast 1000 km langen Schienennetzes im Murray Basin umgespurt.

## Gegenwart

### Streckennetz

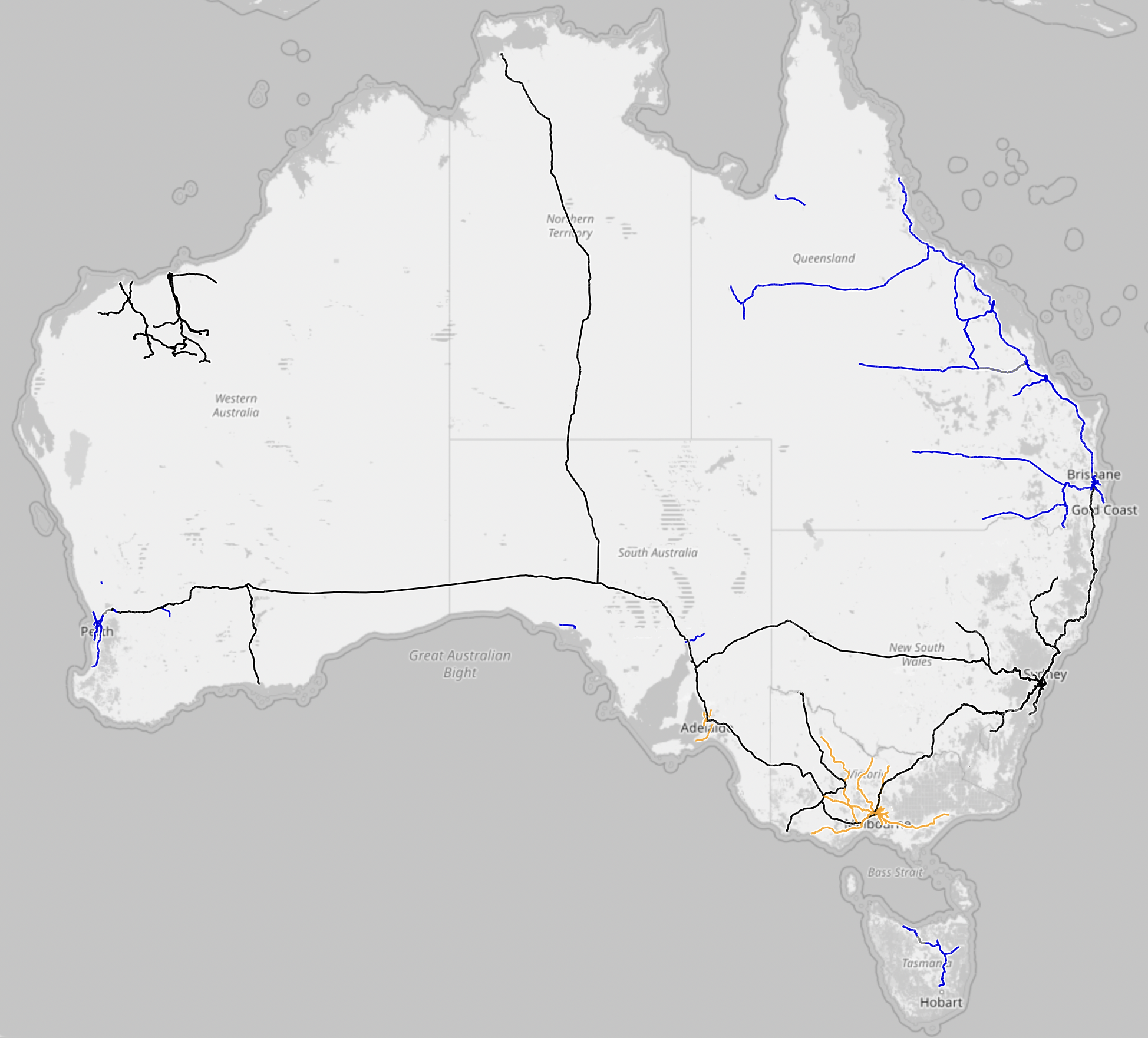
Spurweiten in Australien: Normalspur (schwarz), Kapspur (blau) und Breitspur (gelb)

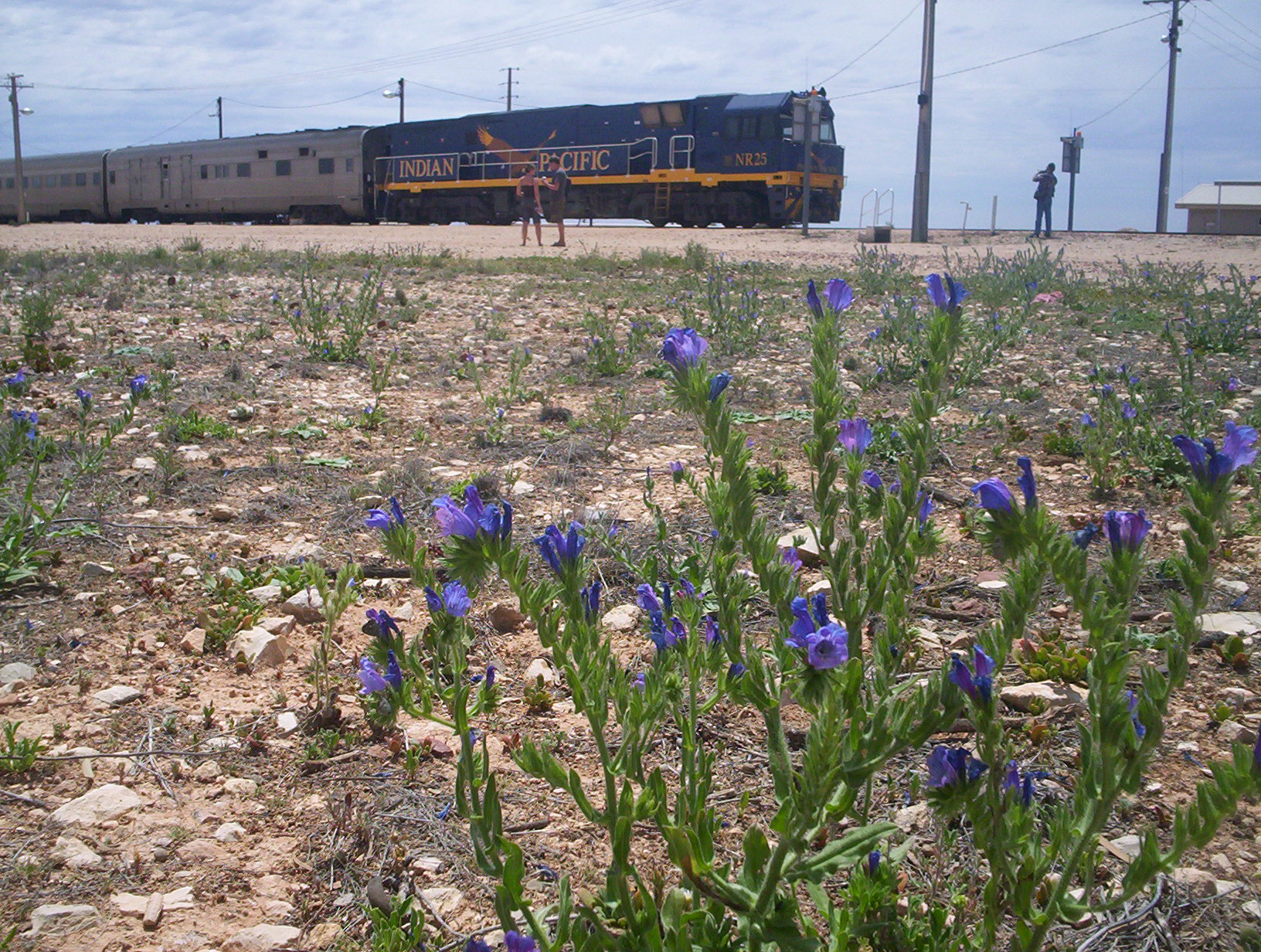
Transaustralische Eisenbahn

Das heutige (Stand:2020) Eisenbahnnetz hat eine Gesamtlänge von ca. 32868 km:
|                              | Kapspur | Normalspur | Breitspur | dual | andere | TOTAL |
| ---------------------------- | ------- | ---------- | --------- | ---- | ------ | ----- |
| Queensland                   | 8146    | 0117       | —         | 036  | 04     | 8303  |
| Western Australia            | 2970    | 4558       | —         | 207  | —      | 7735  |
| New South Wales              | —       | 7128       | 0073      | —    | 01     | 7202  |
| Victoria                     | 0016    | 1904       | 2309      | 032  | 30     | 4291  |
| South Australia              | 0184    | 2561       | 0253      | 022  | —      | 3020  |
| Northern Territory           | 0003    | 1690       | —         | —    | —      | 1693  |
| Tasmanien                    | 0611    | —          | —         | —    | 07     | 0618  |
| Australian Capital Territory | —       | 0006       | —         | —    | —      | 0006  |
| TOTAL                        | 11930   | 17964      | 2635      | 297  | 42     | 32868 |

Das private Schienennetz – vor allem Eisenerztransport in der Pilbara-Region, Kohle und Zuckerrohrzüge in Queensland – hat davon einen Anteil von rund 5500 km.

### Personenverkehr

#### Fernverkehr

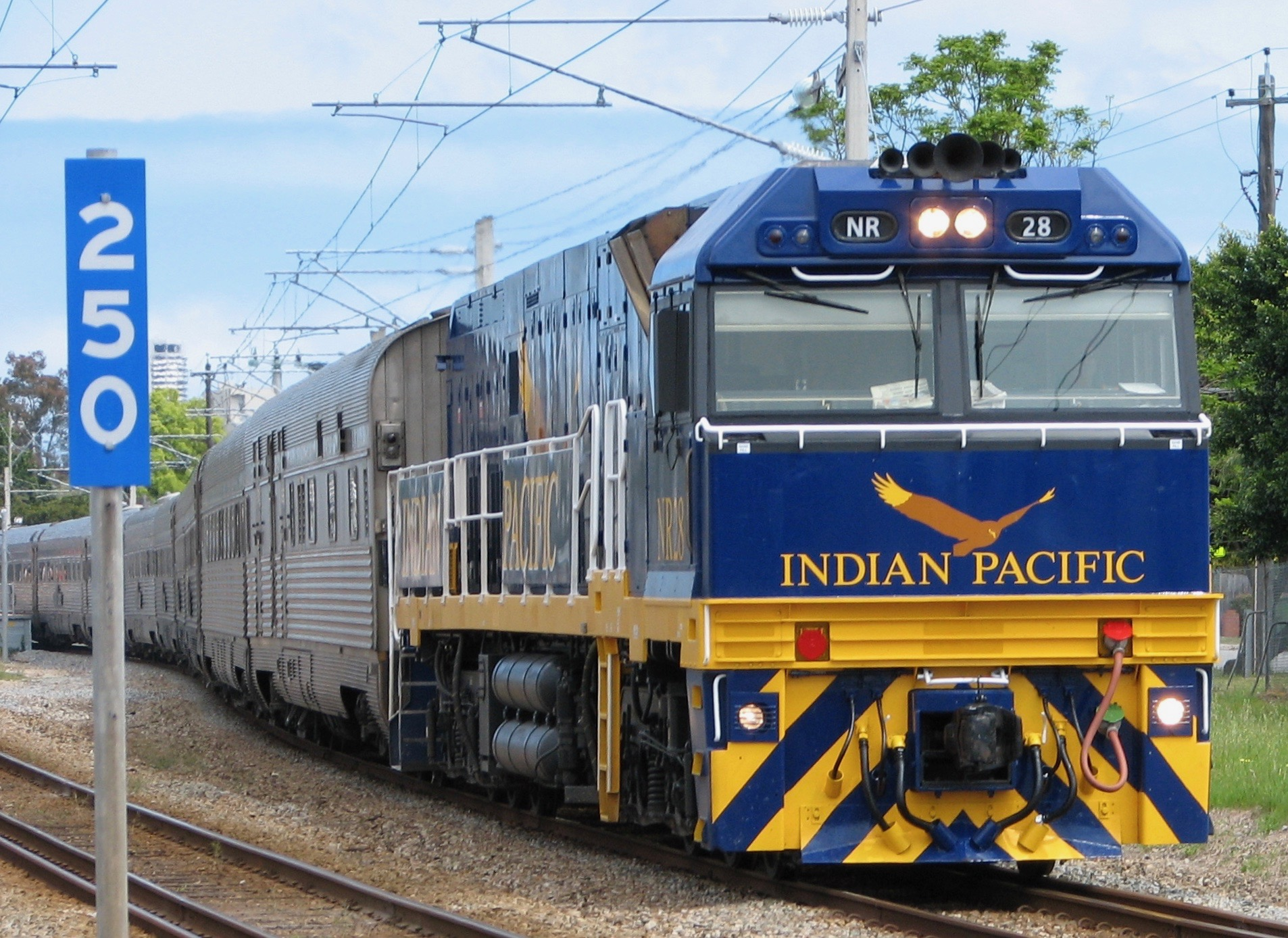
Der Indian Pacific in Perth

Die Great Southern Railway betreibt drei Fernzüge:
- Indian Pacific (Sydney–Adelaide–Perth),
- The Ghan (Adelaide–Alice Springs–Darwin)
- The Overland (Melbourne–Adelaide).

Der Indian-Pacific und der Ghan sind vor allem für den Fremdenverkehr von Bedeutung.

#### Nahverkehr
In den Ballungsräumen Sydney, Melbourne, Brisbane und Perth, in denen mehr als die Hälfte der Bevölkerung des Kontinents lebt, existieren gut ausgebaute S-Bahn-Netze. In Melbourne, Sydney und Adelaide existieren außerdem Straßenbahnen, wobei das Netz der Straßenbahn Melbourne zu den längsten der Welt gehört, während es in Sydney und Adelaide nur vereinzelte Straßenbahnlinien gibt. Das U-Bahn-Netz der Metropole Sydney, die Sydney Metro, ist seit der Eröffnung im Mai 2019 die erste vollwertige U-Bahn auf dem Kontinent. In Sydney fuhr zudem von 1988 bis 2013 die Sydney Monorail.
Früher wurde der öffentliche Schienenverkehr von staatlichen Institutionen übernommen, seit den 1990ern wurde jedoch ein Großteil dieses Sektors privatisiert und fortan über Franchises organisiert. Deshalb wird der Schienenverkehr in den Bundesstaaten mittlerweile von verschiedensten Betreibern übernommen, die teils staatlich, teils privat sind. Meist wird der Betrieb grundlegend in Metropolitan und Regional aufgeteilt, da sich diese Bereiche sowohl in Voraussetzungen (gut ausgebautes, elektrifiziertes Netz durch Wohngebiete – dünnes, auf Dieselloks basierendes Netz durch weites Land) als auch Anforderungen (Abwicklung des täglichen Pendler-Berufsverkehrs mit hohen Taktraten – Bereitstellung einer strukturellen Anbindung zwecks Reisemöglichkeit) sehr stark unterscheiden.
In der folgenden Tabelle sind die wichtigsten Betreiber aufgeführt:
| Bundesstaat       | Übergeordnete Institution             | Betreiber Metropolitan                                                                            | Betreiber Regional               |
| ----------------- | ------------------------------------- | ------------------------------------------------------------------------------------------------- | -------------------------------- |
| New South Wales   | Transport for New South Wales (TfNSW) | Sydney Trains früher City Rail                                                                    | NSW TrainLink früher CountryLink |
| Victoria          | Public Transport Victoria (PTV)       | Metro Trains Melbourne (S-Bahn) früher Connex Melbourne Yarra Trams (Straßenbahn) früher Met Tram | V/Line                           |
| Queensland        | Queensland Rail (QR)                  | Citytrain/TransLink                                                                               | Traveltrain                      |
| Western Australia | Public Transport Authority (PTA)      | Transperth früher Metropolitan Transport Trust                                                    | Transwa früher Westrail          |

In Tasmanien wird jeglicher Schienenverkehr von Tasrail erbracht; die S- und Straßenbahnen von Adelaide in South Australia werden von Adelaide Metro betrieben; im Northern Territory gibt es keinen öffentlichen Personennahverkehr über die Schiene; und im Australian Capital Territory werden die Aufgaben de facto von New South Wales' NSW TrainLink übernommen.

### Güterverkehr

#### Pacific National
Pacific National ist die größte australische Privatbahn im Güterverkehr. In 100 verschiedenen Gebieten werden auf allen drei Spurweiten insgesamt rund 1.000 Lokomotiven und 10.000 Güterwagen eingesetzt. Für die Beförderung der 12.720 Tonnen schweren Kohlezüge auf der Kapspur in Queensland wurden Anfang August 2009 23 sechsachsige und 132 Tonnen schwere Wechselstrom-Lokomotiven der Baureihe 7100 neu eingesetzt.

#### Erzbahnen

Karte der Schwerlastbahnen im Nordwesten des Landes.

Vier Schwerlast-Montanbahnen transportieren Eisenerz zu den Häfen im Nordwesten Westaustraliens. Diese Bahnstrecken dienen ausschließlich dem Bergbau und werden als Inselbetrieb geführt.

#### Zuckerrohrbahnen

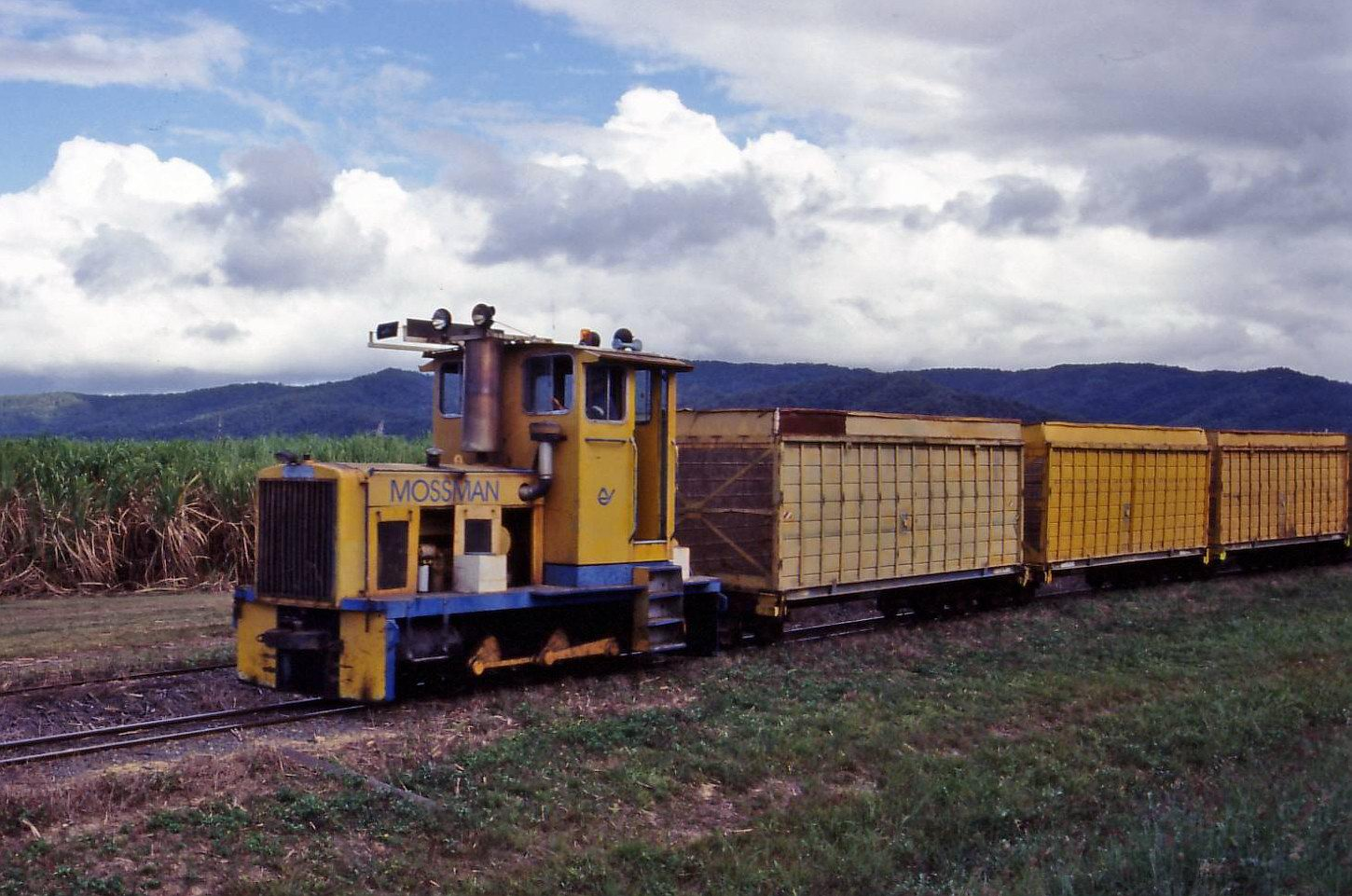
Zuckerrohrbahn in Mossman, Queensland

In Queensland gibt es ca. 15 Schmalspurbahnen, die Zuckerrohr in die verarbeitenden Fabriken transportieren.